# Daisy (software)
Daisy CMS was een opensource-contentmanagementsysteem dat werd verspreid onder de Apache-licentie. Het was gebaseerd op Apache Cocoon en werd door grote bedrijven gebruikt voor intranet-kennisdatabases, documentatie, en beheer van contentrijke websites. Daisy werd gemaakt en ondersteund door het bedrijf Outerthought, gevestigd in België.

## Contentmanagementsysteem
De content wordt opgeslagen in zogenaamde Daisy documents. Deze documenten worden beheerd door de Daisy Repository Server. Ieder document kan meerdere varianten (versies of vertalingen) hebben. Het bewerken van Daisy documents gebeurt via een wysiwyg wiki-achtige editor.
Daisy is niet hiërarchisch van opzet, en heeft een duidelijke scheiding tussen repositoryserver en frontend-applicatie.
Features zijn onder andere:
- versiebeheer
- toegangscontrole
- Lucene-tekstindexatie
- Veelzijdig navigeren en browsen
- Workflow-ondersteuning op basis van jBPM (JBoss)